# Federacja Niemieckich Związków Zawodowych

Logo związku

Deutscher Gewerkschaftsbund (skrót DGB; pol. Niemieckie Zrzeszenie Związków Zawodowych) – niemiecka centrala związkowa; z ogólną liczbą członków wynoszącą 5 974 951 (stan na dzień 31.12.2018) jest to największa w Niemczech federacja związków zawodowych, skupiająca osiem organizacji działających we wszystkich branżach i działach gospodarki.
Zarząd DGB ma siedzibę w Berlinie. DGB powstał 12 października 1949 w Monachium.

## Zmiany liczby związków zrzeszonych w DGB
W chwili założenia w 1949 r. w DGB zrzeszonych było 16 związków. W 1978 roku jako siedemnasta organizacja dołączył związek zawodowy pracowników policji Gewerkschaft der Polizei.
Przez lata 90. XX wieku liczba organizacji członkowskich spadła do ośmiu w wyniku licznych w tym czasie fuzji związków. Przyczyną tego zjawiska była chęć zapewnienia sobie przez związki większej siły, lepszej organizacji i pozycji negocjacyjnej w stosunkach z pracodawcami. Także niemieckie prawo związkowe wymaga od związków sił przynajmniej równych siłom pracodawców, z którymi rywalizują o lepsze warunki pracy. Dany związek musi dysponować odpowiednim aparatem administracyjnym w celu kontroli wypełniania zawartych z pracodawcą układów zbiorowych pracy, odpowiednimi środkami finansowymi, a także musi być gotowy do zorganizowania strajku w celu obrony i podwyższenia standardów socjalnych pracowników. W razie braku tych elementów inny związek może skierować do sądu wniosek o uznanie, że dana organizacja „nie jest związkiem zawodowym w znaczeniu prawa pracy” i w rezultacie przejąć jej układy zbiorowe oraz reprezentację jej członków.

## Kalendarium fuzji
- 1989 – w wyniku fuzji IG Kunst, Kultur und Medien z IG Druck und Papier powstaje IG Medien
- 1996 – w wyniku fuzji IG Bau-Steine-Erden z Gewerkschaft Gartenbau, Land- und Forstwirtschaft powstaje IG Bauen-Agrar-Umwelt (IG BAU)
- 1997 – w wyniku fuzji IG Bergbau und Energie (IG BE), IG Chemie, Papier, Keramik (IG Chemie) oraz Gewerkschaft Leder powstaje IG Bergbau, Chemie, Energie (IG BCE)
- Pomiędzy 1998 a 2000 r. związki Gewerkschaft Holz und Kunststoff(inne języki) oraz Gewerkschaft Textil und Bekleidung(inne języki) zostają wchłonięte przez związek metalowców IG Metall
- 2001 – w wyniku fuzji czterech organizacji członkowskich DGB oraz niezrzeszonego związku pracowników umysłowych Deutsche Angestellten-Gewerkschaft (DAG) powstaje związek ver.di.

Zatem od marca 2001 DGB zrzesza już tylko osiem organizacji.

## Związki zrzeszone w DGB
- Industriegewerkschaft Bauen-Agrar-Umwelt
- Industriegewerkschaft Bergbau, Chemie, Energie
- Gewerkschaft Erziehung und Wissenschaft
- Industriegewerkschaft Metall
- Gewerkschaft Nahrung-Genuss-Gaststätten
- Gewerkschaft der Polizei
- Eisenbahn- und Verkehrsgewerkschaft
- Vereinte Dienstleistungsgewerkschaft

## Organizacja DGB

### Organy DGB
Organami DGB są:
- Bundeskongress – Kongres Federalny
- Bundesausschuss – Komisja Federalna
- Bundesvorstand – Zarząd Federalny
- Revisionskommission – Komisja Rewizyjna

Najwyższym organem związku jest obradujący co 4 lata Kongres Federalny. Pomiędzy zebraniami Kongresu zadania związku realizuje Komisja Federalna.
Najwyższym funkcjonariuszem DGB jest przewodniczący, który kieruje pracami kilkuosobowego Zarządu. Aktualnie członkami Zarządu są: Michael Sommer (przewodniczący), Ingrid Sehrbrock (zastępca przewodniczącego), Annelie Buntenbach, Dietmar Hexel oraz Claus Matecki.
Komisja Rewizyjna sprawuje m.in. nadzór nad finansami organizacji, badając rachunkowość i roczne sprawozdanie finansowe, o czym informuje Kongres wzgl. Komisję Federalną. Składa się z trzech osób.

### Struktura terytorialna DGB
DGB dzieli się w terenie na 9 okręgów (Bezirke) i 88 regionów. Okręgi służą związkowi do realizowania zadań na poziomie poszczególnych krajów związkowych, mniejsze regiony są partnerami do rozmów w odpowiednio mniejszych jednostkach administracji terytorialnej Niemiec – miastach i gminach.
Okręgi DGB:
- Nord (dla krajów związkowych Schleswig-Holstein, Hamburg, Mecklenburg-Vorpommern)
- Niedersachsen – Bremen – Sachsen-Anhalt
- Berlin-Brandenburg
- Nordrhein-Westfalen
- Hessen-Thüringen
- Sachsen
- West (dla krajów związkowych Rheinland-Pfalz, Saarland)
- Baden-Württemberg
- Bayern

## Przewodniczący DGB
- 1949–1951 – Hans Böckler(inne języki)
- 1951–1952 – Christian Fette
- 1952–1956 – Walter Freitag
- 1956–1962 – Willi Richter
- 1962–1969 – Ludwig Rosenberg
- 1969–1982 – Heinz-Oskar Vetter
- 1982–1990 – Ernst Breit(inne języki)
- 1990–1994 – Heinz-Werner Meyer(inne języki)
- 1994–2002 – Dieter Schulte(inne języki)
- 2002–2014: Michael Sommer
- od 2014: Reiner Hoffmann(inne języki)